# Michele Morosini

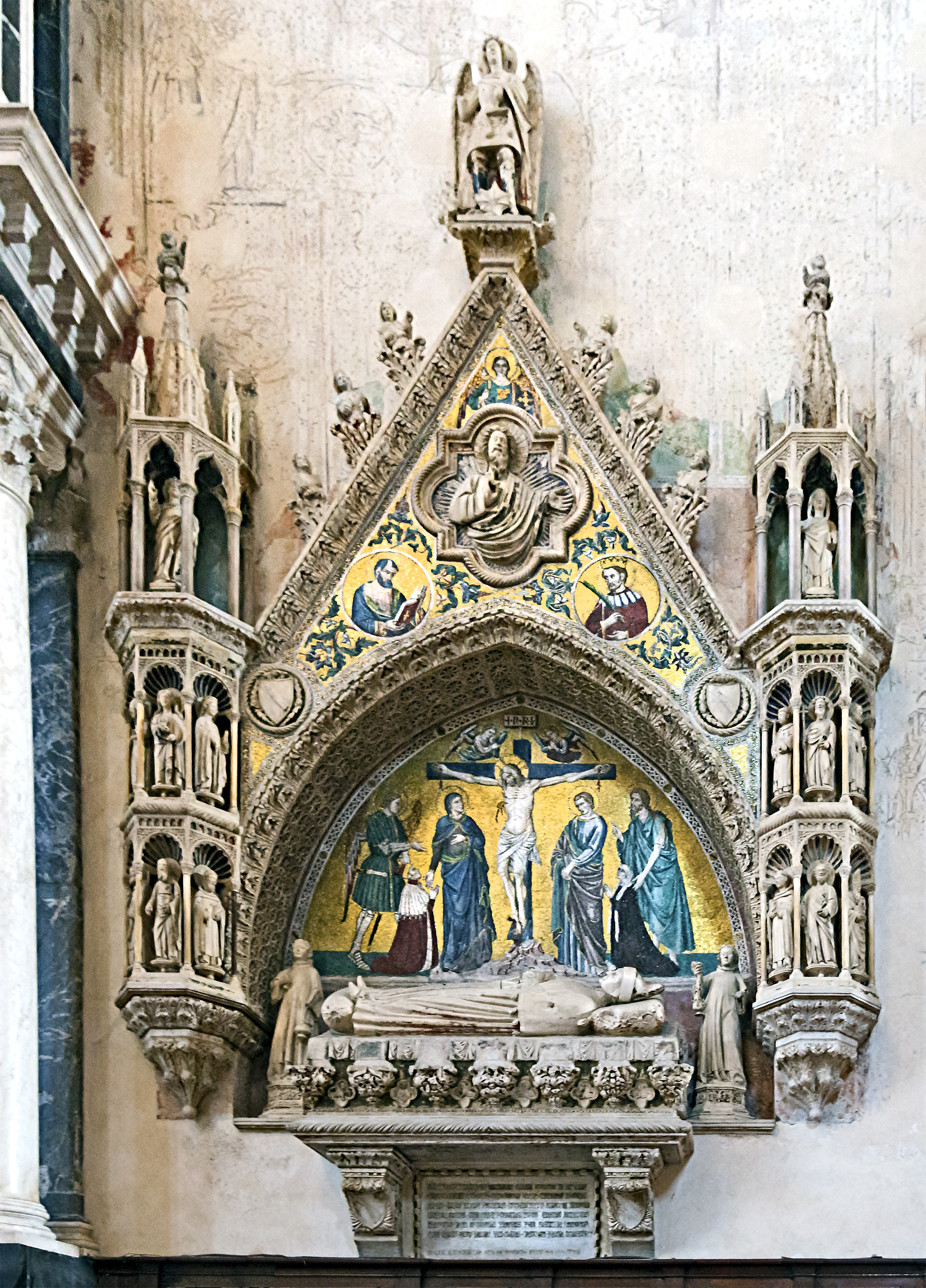
Grób doży Wenecji.

Michele Morosini (ur. 1308, zm. 16 października 1382) – doża Wenecji od czerwca do października 1382.